# Kleinhirnbrückenwinkeltumor
Ein Kleinhirnbrückenwinkeltumor ist ein im Winkel zwischen Kleinhirn und Brücke, nahe dem Felsenbein gelegener Tumor. 

## Ätiologie
Meist handelt es sich um ein Akustikusneurinom, seltener kann es sich auch um ein Meningeom, ein Epidermoid, ein Glomus-Jugulare-Tumor, ein Cholesteatom oder eine Hirnmetastase eines anderen Tumors handeln.

## Symptome
Akustikusneurinome verursachen entsprechend den Ausfällen des Nervus vestibulocochlearis charakteristischerweise über Monate bis Jahre einseitige Hörstörungen, oft begleitet von Tinnitus und Schwindel. Wird der Nervus facialis befallen, resultiert eine Störung der Gesichtsmuskulatur. Bei Meningeomen ist die Hörstörung weniger konstant und es gibt häufiger Störungen des Nervus trigeminus (mit Ausfällen der Sensibilität oder Schmerzen) und des Nervus facialis. Im weiteren Verlauf können auch Störungen des Kleinhirns (Adiadochokinese, Muskelhypotonie oder Gangabweichung zur befallenen Seite) oder Pyramidenbahnzeichen auftreten.

## Kleinhirnbrücken-Symptomatik
Die Kombination aus Hirnnervenausfällen, Kleinhirnsymptomatik und Hirndruckzeichen bei Prozessen im Bereich von Kleinhirn oder Brücke wird als Kleinhirnbrücken-Symptomatik bezeichnet. In seltenen Fällen können ihr auch Entzündungs- oder Gefäßprozesse zugrunde liegen.
Eine unübliche alternative Bezeichnung für diese Symptomatik lautet Cushing-Syndrom Typ II. Im allgemeinen Sprachgebrauch bezeichnet man mit Cushing-Syndrom den Typ I.

## Diagnose
Wenn aufgrund der oben genannten Symptome der Verdacht auf einen Krankheitsprozess im Bereich des Kleinhirnbrückenwinkels besteht, sollen bildgebende Untersuchungsverfahren des Gehirns durchgeführt werden. Bei einer computertomographischen Untersuchung der knöchernen Schädelbasis stellt sich charakteristischerweise eine röntgenologisch erkennbare Aufweitung des Porus acusticus internus dar. Mittels einer Kernspintomographie mit Kontrastmittel kann ein Tumor dargestellt werden. Die Messung von akustisch evozierten Potentialen kann Hinweise auf eine Störung des Hörnervs geben.

## Therapie
Die Therapie der Wahl ist die operative Entfernung. Alternativ kann Radiochirurgie zum Einsatz kommen. Als Komplikationen drohen Hydrozephalus oder Liquorfisteln.